# Cliffortia atrata
Cliffortia atrata är en rosväxtart som beskrevs av August Henning Weimarck. Cliffortia atrata ingår i släktet Cliffortia och familjen rosväxter. Inga underarter finns listade i Catalogue of Life.